# Freie-Partie-Weltmeisterschaft 1939

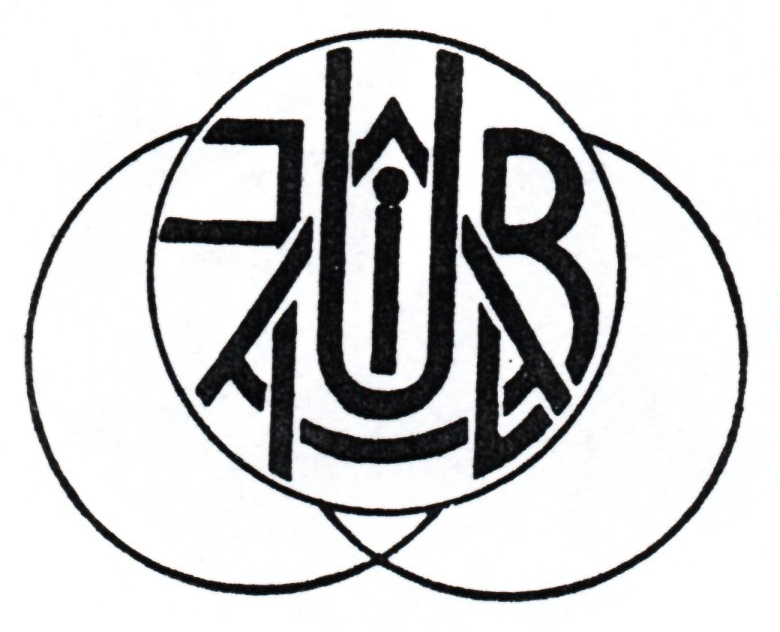
Logo UIFAB (ausrichtender Verband)

Veranstaltungsort: Lausanne

Die Freie-Partie-Weltmeisterschaft 1939 war die zwölfte UIFAB-Weltmeisterschaft in der Freien Partie. Das Turnier fand vom 29. März bis zum 2. April in Lausanne in der Schweiz statt. Es war die dritte Freie-Partie-Weltmeisterschaft in der Schweiz.

## Geschichte
Der Portugiese Alfredo Ferraz war der erste Spieler der bei einer Weltmeisterschaft in der Freien Partie mehr als 100 Durchschnitt erzielen konnte. Die neue Weltrekordmarke im Generaldurchschnitt (GD) steht seit Lausanne damit bei 106,36. Nach vielen guten Platzierungen und Rekorden, die er bei vergangenen Weltmeisterschaften erzielt hatte, war es sein erster Titel. Auch die Leistungen von weiteren Spielern hatten hohes Niveau. Nach der Annexion Österreichs mussten Leo Dekner und Eduard Leutgeb als Deutsche am Turnier teilnehmen.

## Turniermodus
Es wurde mit neun Teilnehmern Round Robin Modus gespielt. Bei Punktegleichstand wird in folgender Reihenfolge gewertet:
1. MP = Matchpunkte
2. GD = Generaldurchschnitt
3. HS = Höchstserie

## Abschlusstabelle
| MP    | Match Points (Sieger = 2; Unentschieden = 1; Verlierer = 0) |
| Pkte. | Erzielte Karambolagen                                       |
| Aufn. | Benötigte Versuche                                          |
| GD    | Generaldurchschnitt                                         |
| BED   | Bester Einzeldurchschnitt eines Spielers                    |
| HS    | Höchstserie                                                 |
|       | Bester GD des Turniers                                      |
|       | Bester ED des Turniers                                      |
|       | Beste HS des Turniers                                       |
|       | 1. Platz (Gold)                                             |
|       | 2. Platz (Silber)                                           |
|       | 3. Platz (Bronze)                                           |

| Platz                      | Name             | MP   | Pkte. | Aufn. | GD     | BED    | HS  |
| -------------------------- | ---------------- | ---- | ----- | ----- | ------ | ------ | --- |
| 1                          | Alfredo Ferraz   | 14:2 | 3510  | 33    | 106,36 | 500,00 | 998 |
| 2                          | Jean Galmiche    | 12:4 | 3728  | 60    | 62,13  | 500,00 | 983 |
| 3                          | Juan Butrón      | 12:4 | 3084  | 66    | 46,72  | 250,00 | 500 |
| 4                          | Constant Côte    | 10:6 | 3152  | 57    | 55,29  | 166,66 | 494 |
| 5                          | Charles Inaebnit | 8:8  | 2774  | 86    | 32,25  | 166,66 | 497 |
| 6                          | Leo Dekner       | 8:8  | 2521  | 80    | 31,51  | 500,00 | 975 |
| 7                          | Jan Sweering     | 4:12 | 1573  | 70    | 22,47  | 50,00  | 193 |
| 8                          | James Romy       | 2:14 | 1007  | 49    | 20,55  | 83,33  | 405 |
| 9                          | Eduard Leutgeb   | 2:14 | 1997  | 121   | 16,50  | 26,31  | 269 |
| Turnierdurchschnitt: 37,53 |                  |      |       |       |        |        |     |